# Droga krajowa B310 (Niemcy)
Droga krajowa 310 (Bundesstraße 310, B 310) – niemiecka droga krajowa przebiegająca od skrzyżowania z drogą B308 w Oberjoch do skrzyżowania z drogą B16 w Füssen w południowej Bawarii.

## Trasy europejskie
Droga pomiędzy skrzyżowaniem z drogą B309 koło Oy-Mittelbergu a skrzyżowaniem w Weißbach przebiega wspólnie z B309 i jest częścią trasy europejskiej E532 (ok. 9 km).